# Melquiades Álvarez González-Posada
Melquiades Álvarez González-Posada, (Gijón, 17 de maig de 1864 - Madrid, 22 d'agost de 1936) va ser un polític i jurista espanyol que en els seus inicis es va adscriure al republicanisme de Nicolás Salmerón, per formar en 1912 el Partido Reformista, en el que va militar part de la classe intel·lectual espanyola del moment, com Manuel Azaña i José Ortega y Gasset. Va ser assassinat per les milícies esquerranes després d'haver estat empresonat per les autoritats del Front Popular que governava el 1936 la Segona República espanyola.

## Joventut
Amic de Leopoldo Alas "Clarín", va iniciar la seva carrera professional d'advocat a Oviedo. Entre 1894 i 1898 va ser degà del col·legi d'advocats d'aquesta ciutat. Després es va traslladar a Madrid.

## Trajectòria Política
Excel·lent orador, L'anomenaven "El Tribú" i el bec d'or.
En 1912 va fundar el Partido Reformista republicà però disposat a governar en una monarquia democràtica doncs considerava que, en democràcia, la qüestió de la forma de govern -monarquia o república- era accidental.
En 1917 va participar en el moviment afavorit per republicans i socialistes, la finalitat dels quals era convocar Corts Constituents. Fracassat el moviment, Melquiades Álvarez va anar moderant el seu discurs i es va aproximar al Partit Liberal de la monarquia, cosa que li va permetre accedir en 1923 a la presidència del Congrés dels Diputats. Com a president del Congrés, va tractar de convèncer a Alfons XIII perquè retornés al parlamentarisme liberal, després del cop d'Estat de Primo de Rivera. Al llarg de la dictadura de Primo de Rivera va participar en diverses conspiracions dirigides a fer caure el dictador.
Durant la II República el seu partit, aleshores anomenat Partido Republicano Liberal Demócrata i ja molt minoritari, es va trobar situat en el centredreta de l'espectre polític. Álvarez va arribar a ser degà del Col·legi d'Advocats de Madrid.

## Assassinat
L'agost de 1936, un mes després del començament de la Guerra Civil, Melquiades Álvarez va ser reclòs, igual com altres dirigents polítics conservadors, en la Presó Model de Madrid i posteriorment assassinat per milicians esquerrans. Al costat d'Álvarez van ser afusellades també altres personalitats com els ex ministres de la República José Martínez de Velasco i Manuel Rico Avello, el capità de cavalleria Fernando Primo de Rivera y Sáenz de Heredia (germà de José Antonio Primo de Rivera) i el pilot militar Julio Ruiz de Alda, heroi de la travessia del Plus Ultra i un dels fundadors de Falange Espanyola.
Als Diaris d'Azaña, en aquell moment President de la República, ha quedat mostra de la impressió que li va causar la mort del que havia estat el seu primer mentor polític.